# Most Saint-Nazaire
Most Saint-Nazaire (fr. Pont de Saint-Nazaire) - drogowy most wantowy w północnej Francji, rozpięty nad Loarą na wysokości miejscowości Saint-Nazaire w departamencie Loara Atlantycka w Kraju Loary. Został oddany do użytku 18 października 1975 i połączył dwa miasta: Saint-Brevin-les-Pins na południowym brzegu oraz Saint-Nazaire - na północnym brzegu.